# Croix de cimetière de Bourseul
La croix de cimetière est située sur la commune de Bourseul en France.

## Localisation
La croix est située sur la commune de Bourseul dans le département des Côtes-d'Armor, dans la région Bretagne.

## Description
La croix repose sur un socle portant les signes sculptés des quatre Évangélistes.

## Historique
La croix est inscrite au titre des monuments historiques par arrêté du 19 mars 1926.

## Galerie

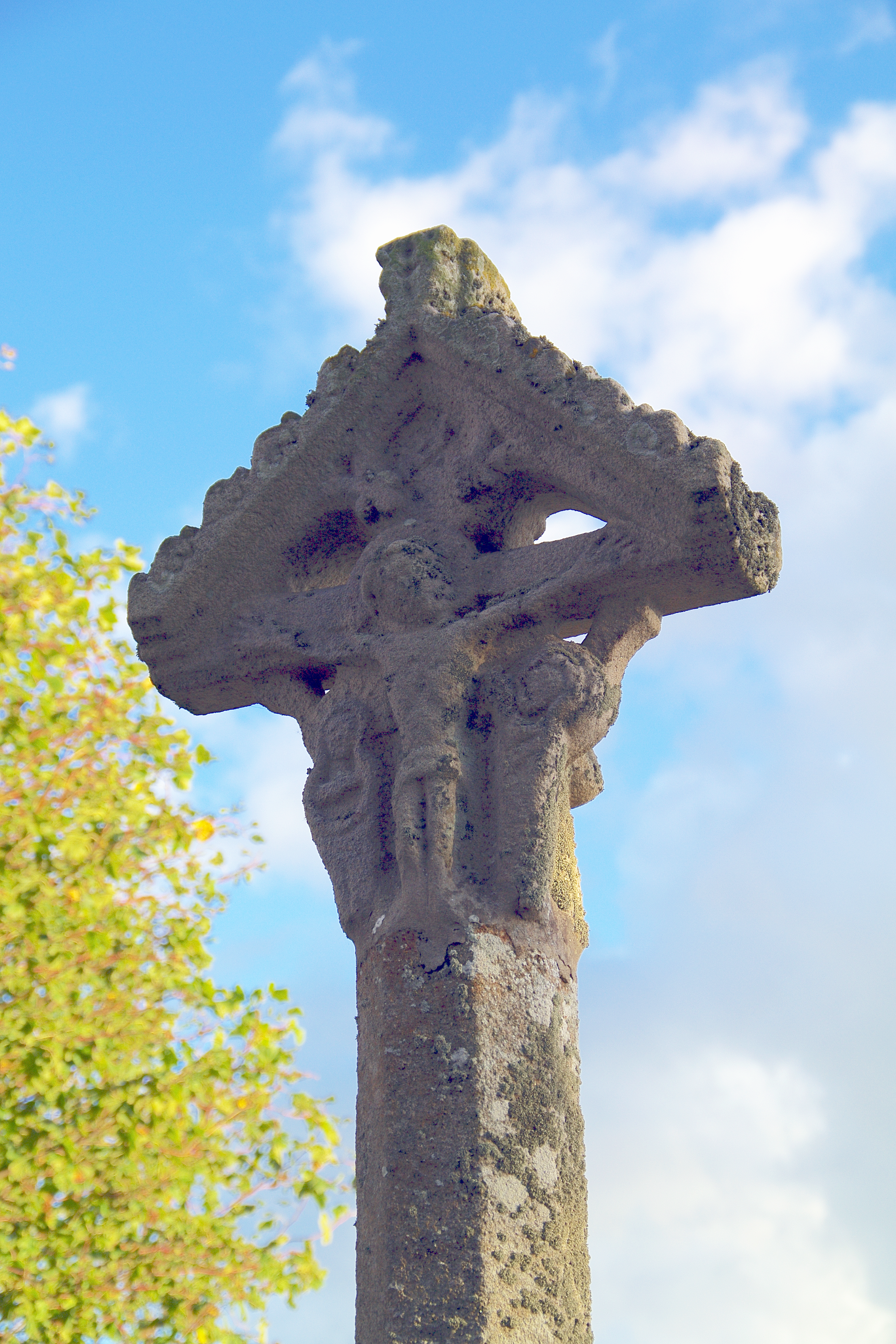
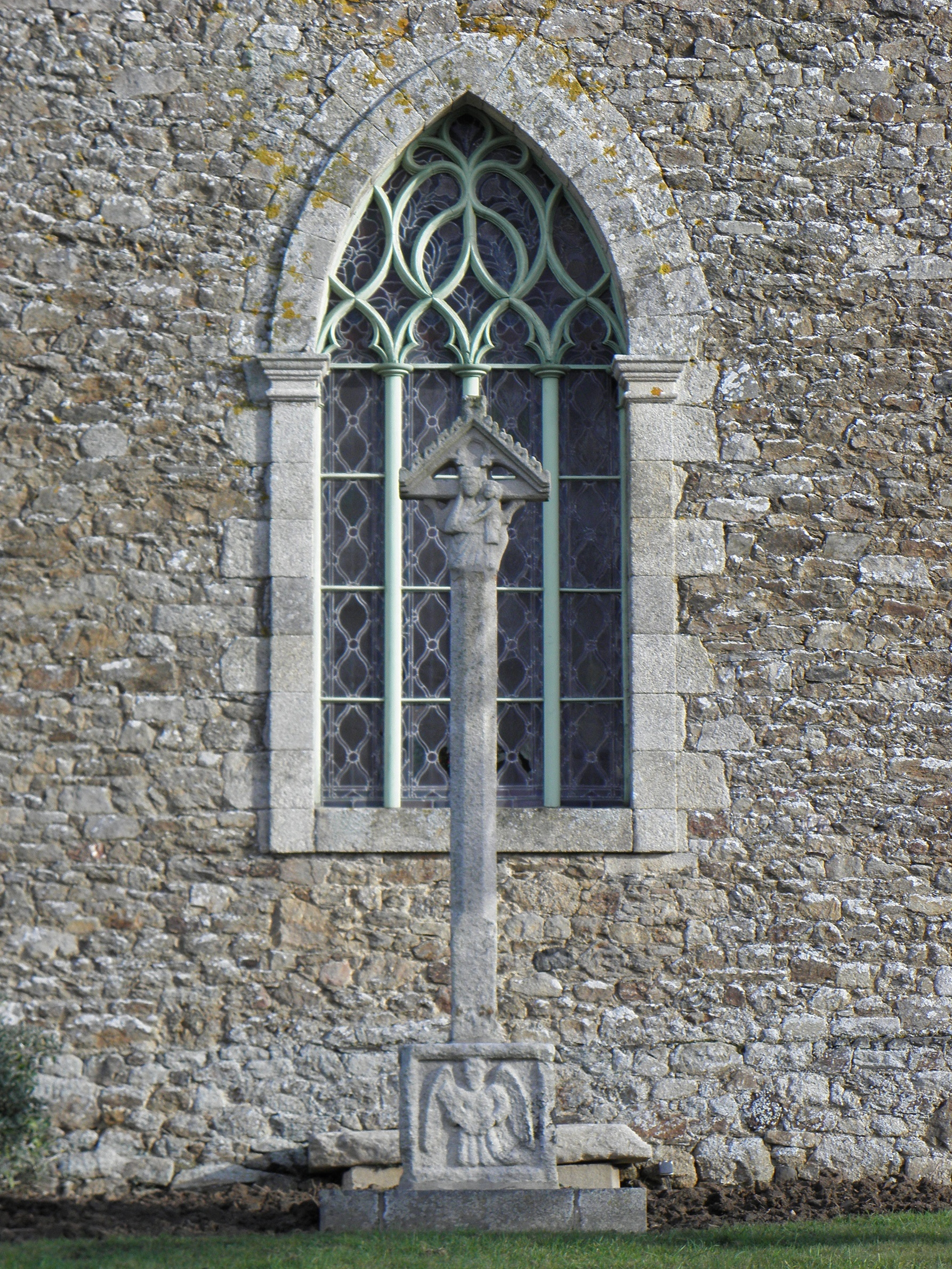
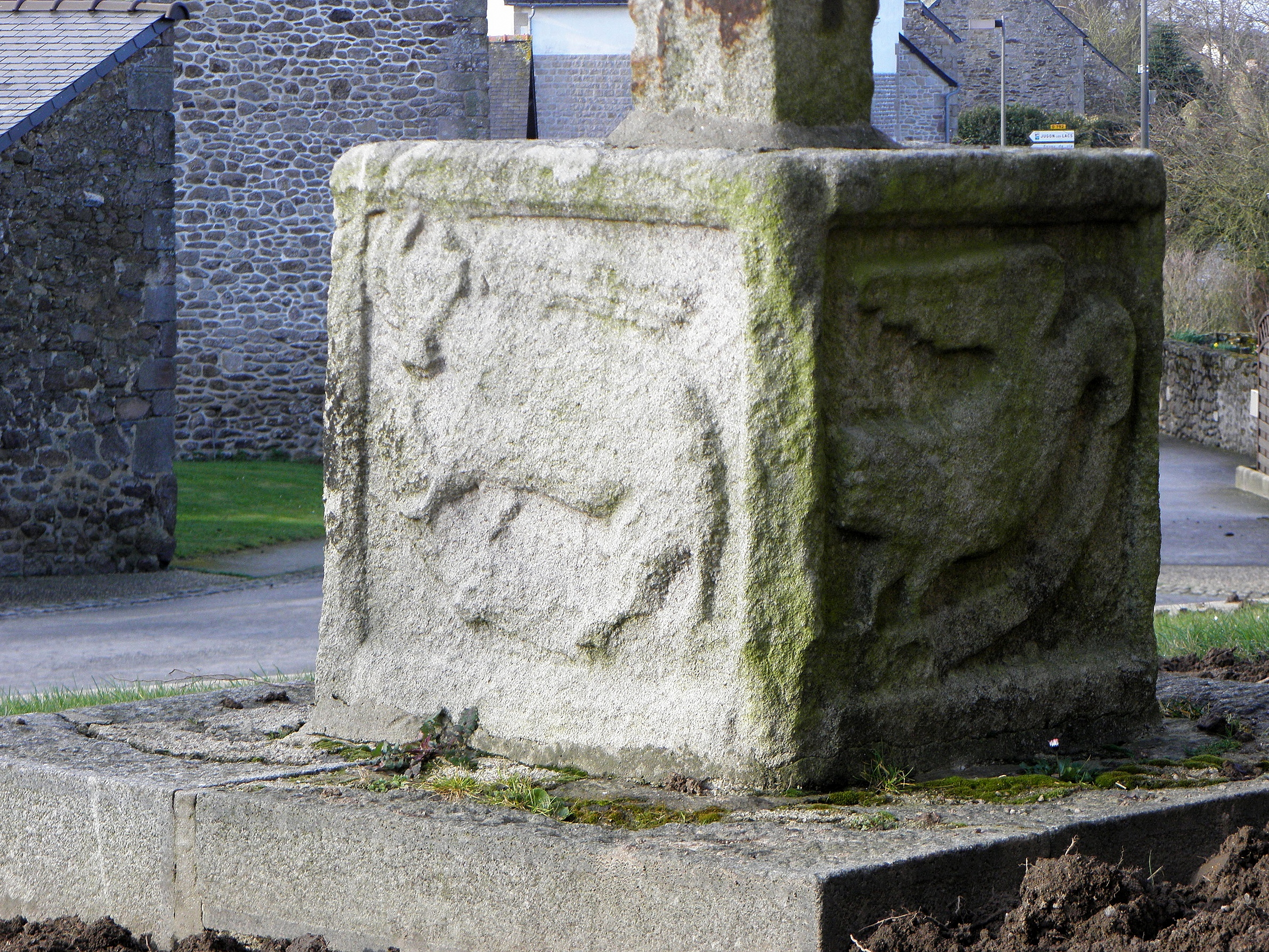
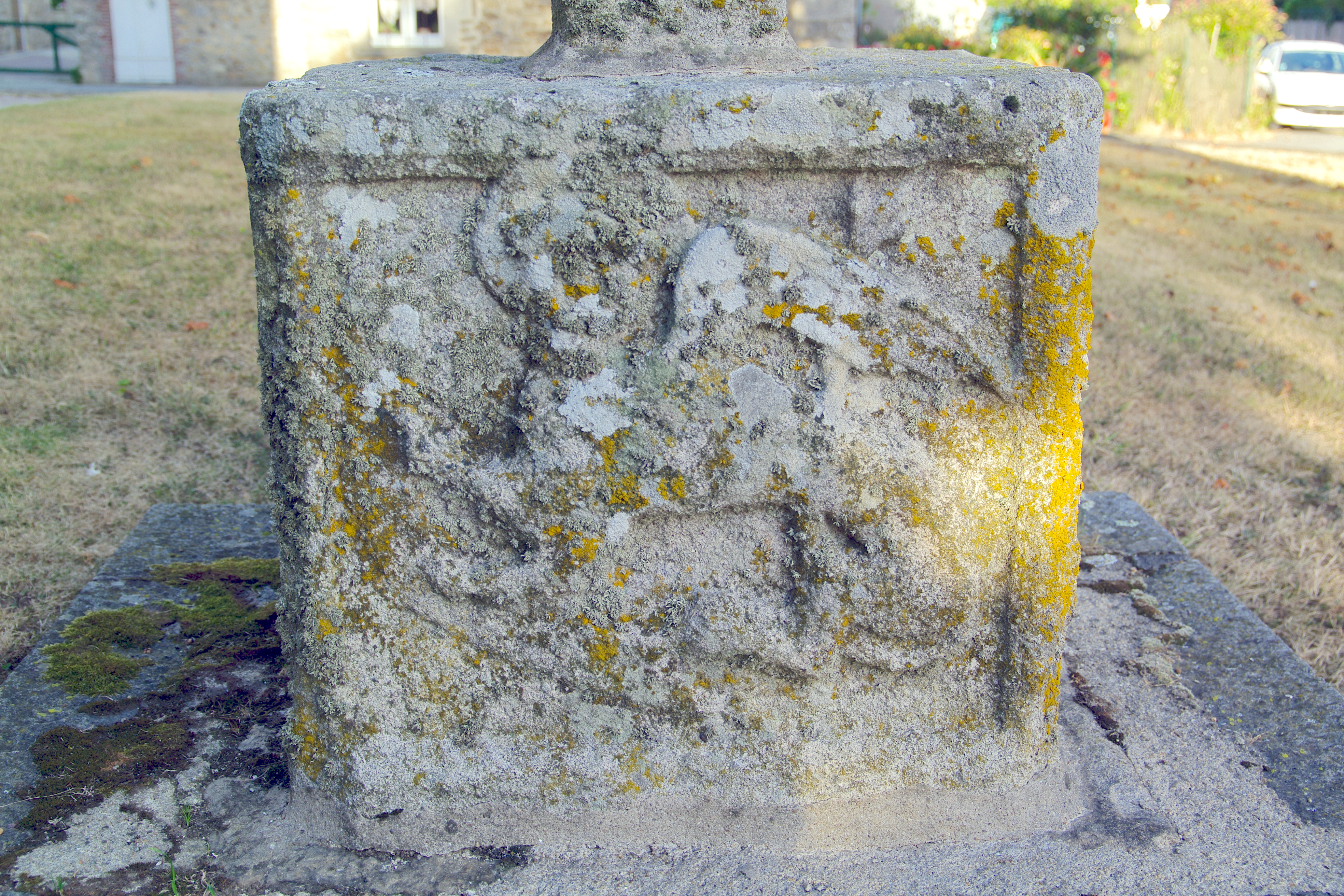
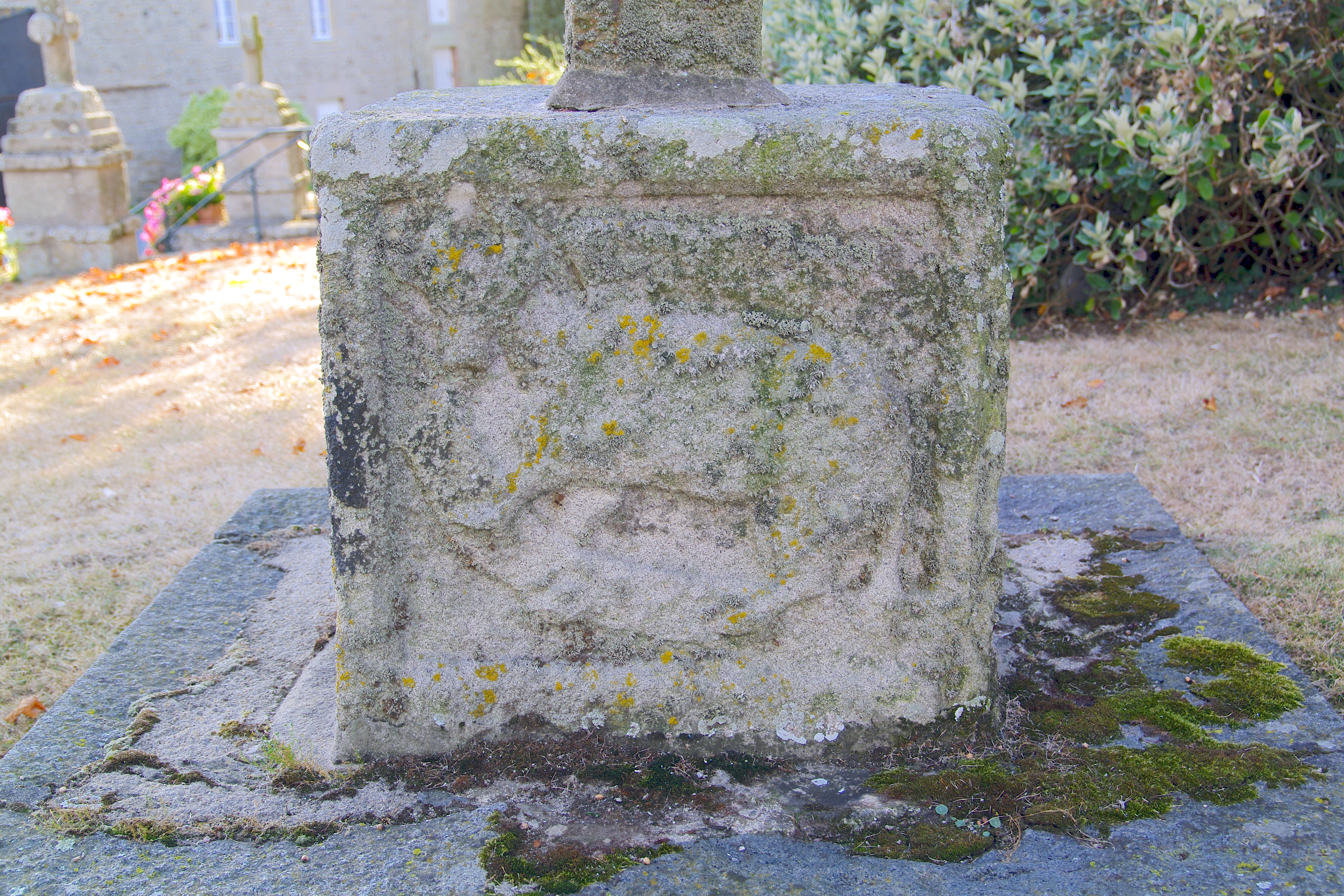
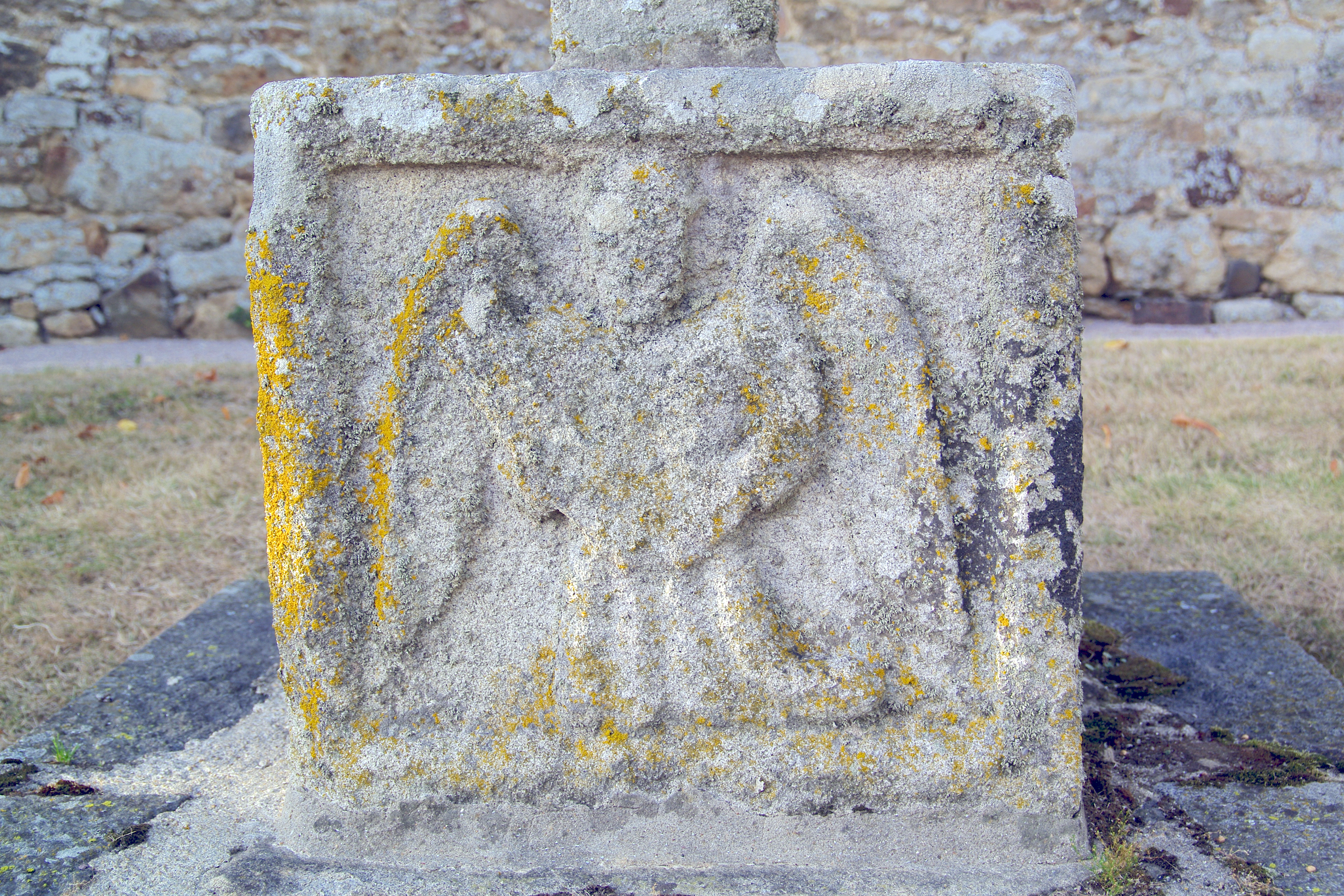